# 圣依华堂
圣依华堂（義大利語：Chiesa di Sant'Ivo alla Sapienza）是一座位于意大利罗马的罗马天主教教堂。这座教堂被认为是巴洛克教堂建筑的杰作，由建筑师弗朗切斯科·博罗米尼修建于1642至1660年。

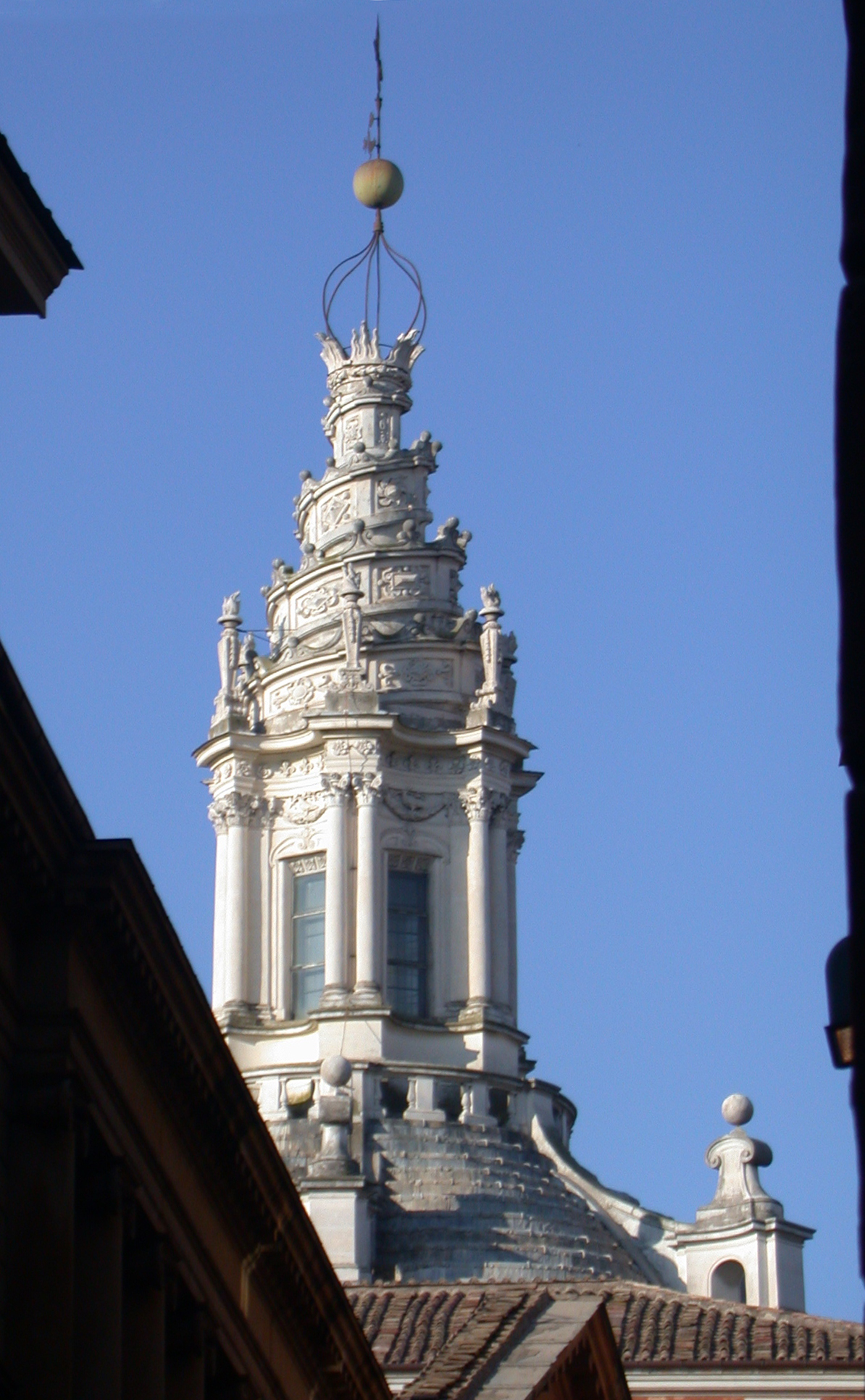
顶塔

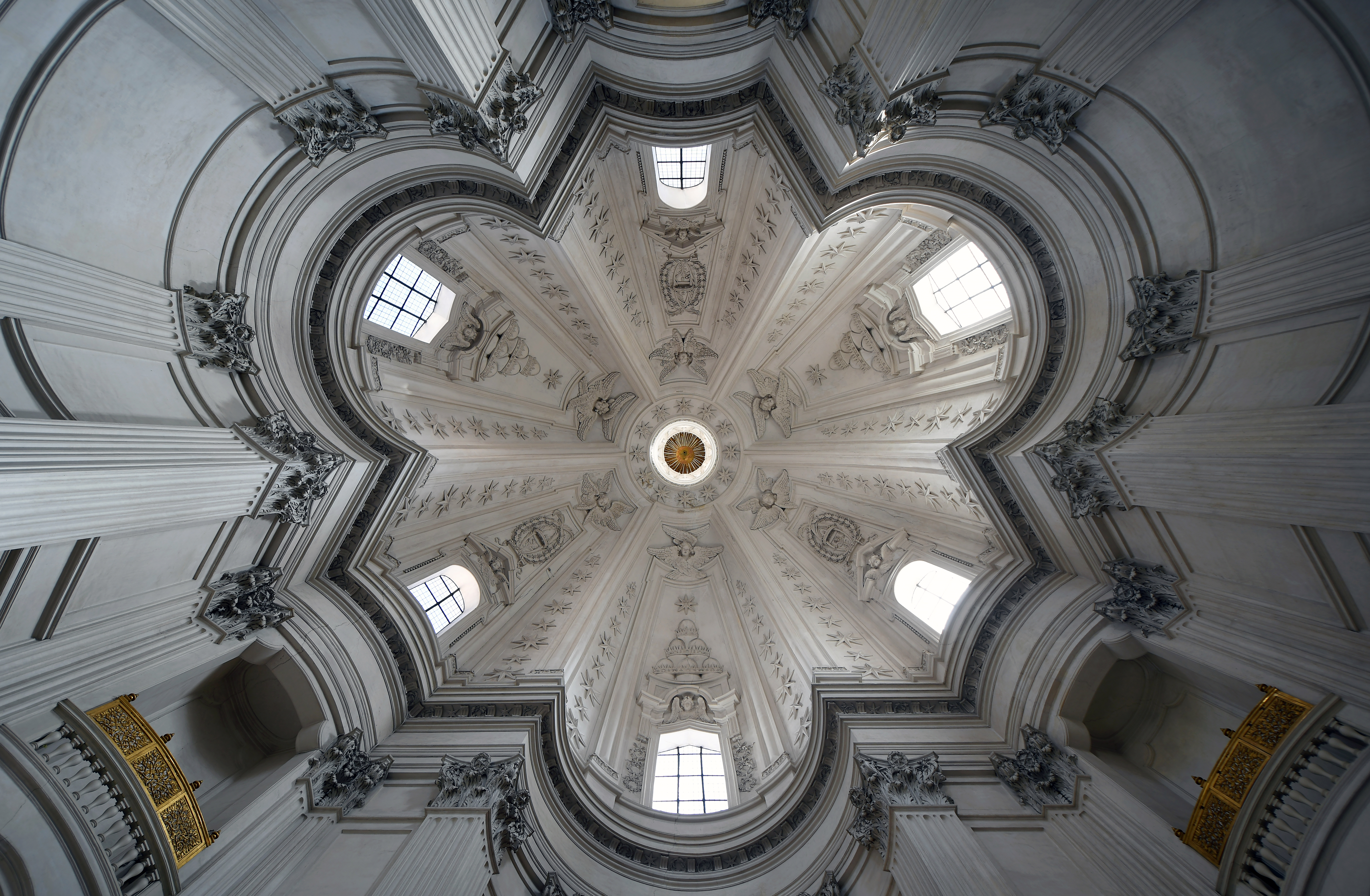
内部

## 历史
这座教堂始建于14世纪，当时是作为罗马上智大学宫的小教堂。这所大学被称为上智（La Sapienza），而这座教堂供奉的是圣依华（Saint Yves，法学家的主保圣人），因而得名。波罗米尼被迫使他的设计适应现有的宫殿。他选择一个类似于大卫之星的规划，将教堂的立面与宫殿的庭院合并。其穹顶有一个非常新颖的螺旋形顶塔。内部令人眼花缭乱的几何体构成复杂的韵律。这是一座理性的建筑- 看起来很纷乱，但是其平面重叠着一圈圈两两叠加的等边三角形，在一座集中的教堂内，构成一列六角形小教堂和祭台的基础。内部的凹凸起伏，形成不和谐然而使人眩晕的魅力。装饰是六翼天使头像和几何体（星星）的组合，比起同时代的济安·贝尼尼过度使用镀金和石膏，较为柏拉图。沿三根圆顶支柱基础向上，是教宗亞歷山大七世的基吉家族标志“一颗星星下方的六座山”。 
内部的主要艺术品是皮埃特羅·達·科爾托納描绘圣依华的祭台画。 

## 影响
这座教堂的螺旋形顶塔直接启发了丹麦哥本哈根救主堂（Vor Frelsers Kirke）尖顶的灵感。